# کلیسای کوترا
کلیسای کْوِتِرا (گرجی: კვეტერის ეკლესია) یک کلیسای ارتدکس گرجی در شهر تاریخی دیوارکشیده‌شده کوترا در کاختی، گرجستان است.
کلیسای کوترا در ابتدای سده دهم میلادی ساخته شد. این کلیسا به نسبت کوچک است و شیوه معماری گنبد-صلیبی گرجی را نشان می‌دهد.
شهر کوترا یکی از مراکز شاهزاده‌نشین کاختی بوده‌است. به گفته وخوشتی باگراتیونی، قدمت کوترا حداقل به سده هشتم پس از میلاد می‌رسد.

## نگارخانه

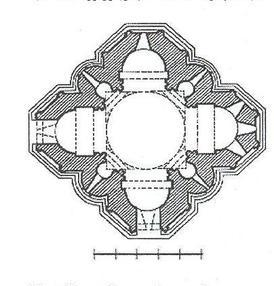
نقشه کلیسا
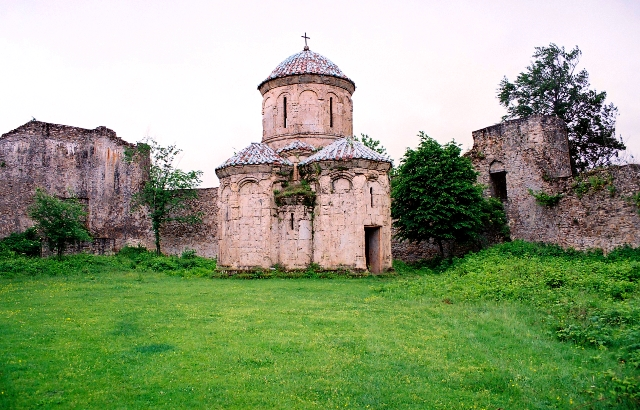
کلیسا و دیوارهای مستحکم.